# Уилкинсон, Сирил
Сирил Теодор Анструтер Уилкинсон (англ. Cyril Theodore Anstruther Wilkinson; 4 октября 1884, Элвет, Дарем — 16 декабря 1970, Хонитон, Девон) — английский и британский крикетист и хоккеист на траве, полевой игрок. Олимпийский чемпион 1920 года.

## Биография
Сирил Уилкинсон родился 4 октября 1884 года в британском городе Элвет-Хилл.
Учился в школе Бланделла.
Играл в хоккей на траве за «Норвуд», «Хэмпстед», сборные Суррея и Юга. Провёл 4 матча за сборные Англии и Великобритании.
В 1920 году вошёл в состав сборной Великобритании по хоккею на траве на летних Олимпийских играх в Антверпене и завоевал золотую медаль. Играл в поле, провёл 2 матча, мячей (по имеющимся данным) не забивал.
Был судьёй международной категории по хоккею на траве, членом Международного совета по хоккейным правилам в течение 27 лет, вице-президентом хоккейной ассоциации.
Более известен как крикетист, как и его отец Энтони Уилкинсон. Играл за сборную школы, в 1909—1920 годах — за сборную Суррея. На клубном уровне выступал до августа 1952 года, проведя последний матч в возрасте 67 лет.
Параллельно спортивной карьере работал государственным служащим. В 1936—1959 годах был секретарём реестра наследства и разводов.
В 1954 году удостоен звания командора ордена Британской империи в честь дня рождения королевы Елизаветы II.
Умер 16 декабря 1970 года в британском городе Хонитон.